# Elias Meiri

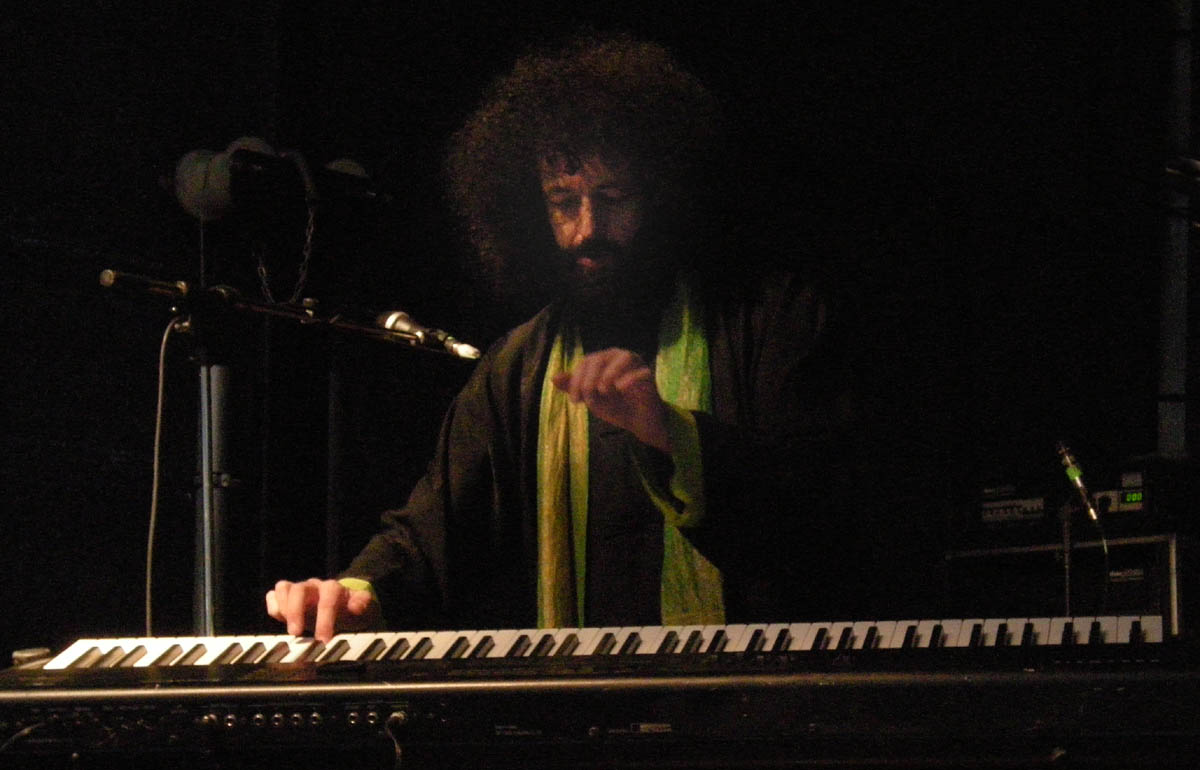
Elias Meiri (Wien 2008)

Elias Meiri (* 1959 in Petah-Tikwa in Israel) ist ein Jazz-Pianist.

## Leben
Im Alter von vier Jahren begann Meiri, Klavier zu spielen. Er absolvierte später das Musikgymnasium Talma Yalin in Tel Aviv und studierte am Berklee College of Music in Boston.
Danach arbeitete er mit Berühmtheiten wie Dizzy Gillespie, David Liebman und Steve Grossman. 1985 errang er Platz zwei im internationalen Jazzwettbewerb in Leverkusen, und dann den ersten Platz im internationalen Wettbewerb in Hoilaart in Belgien. 1987 war er erster im internationalen Wettbewerb für Jazz-Pianisten in Kalicz, Polen. Seit 1987 lebt er in Wien. Das Duo, bestehend aus ihm und seiner musikalischen Partnerin Timna Brauer das an Festspielen wie Montreux, Paris, Lugano und Wien teilnahm, gewann 1990 den internationalen Jazzwettbewerb in La Défense. Im selben Jahr präsentierten die beiden auch eine eigene Fernsehshow in Österreich.
Weiterhin spielt er im Elias Meiri Trio, unterrichtet Klavier und Improvisation und widmet sich der Komposition sowie der Produktion seiner CDs.
Meiri und Timna Brauer haben zwei gemeinsame erwachsene Kinder, eine Tochter und einen Sohn.

## Diskografie

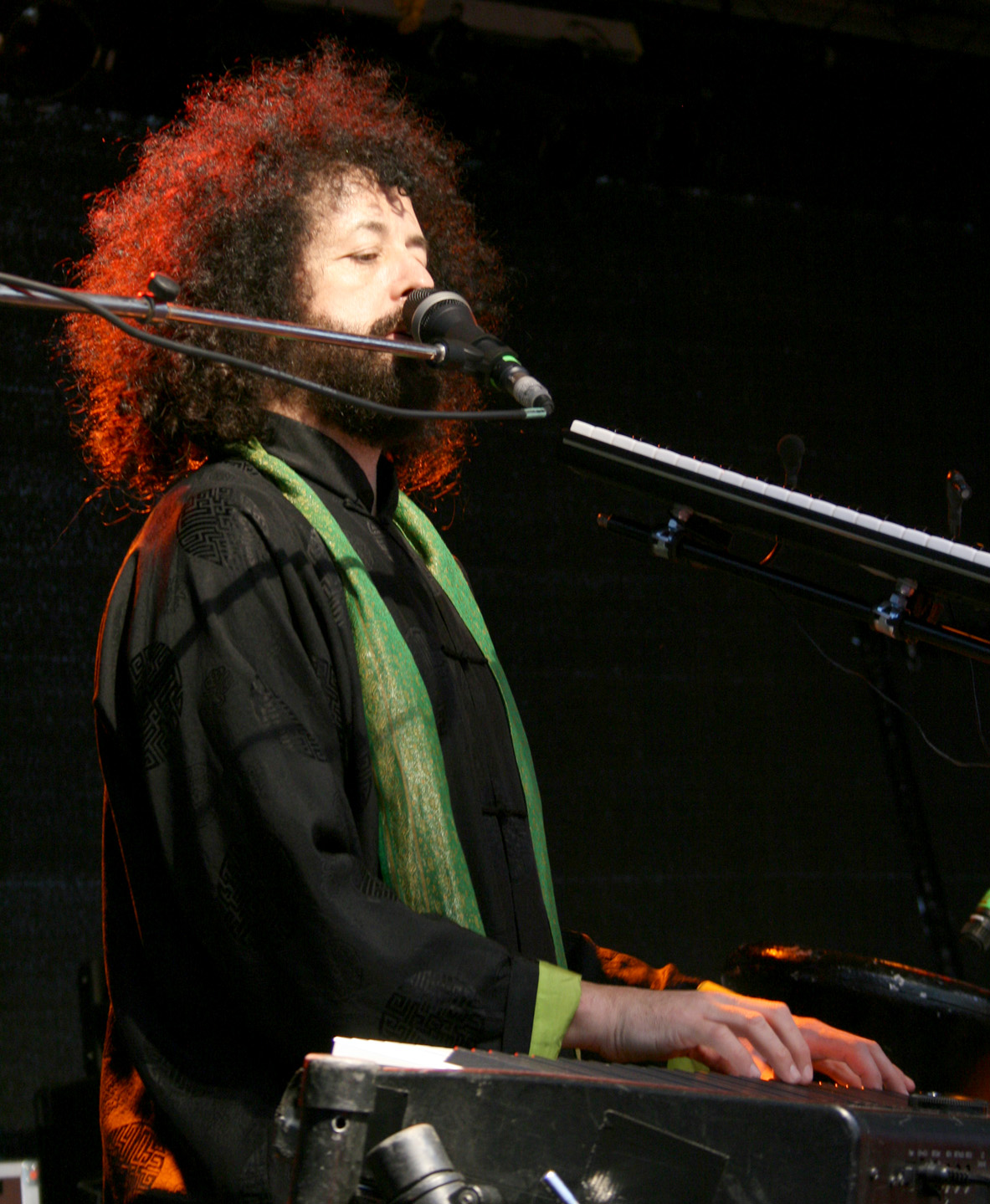
Elias Meiri (Wien 2008)

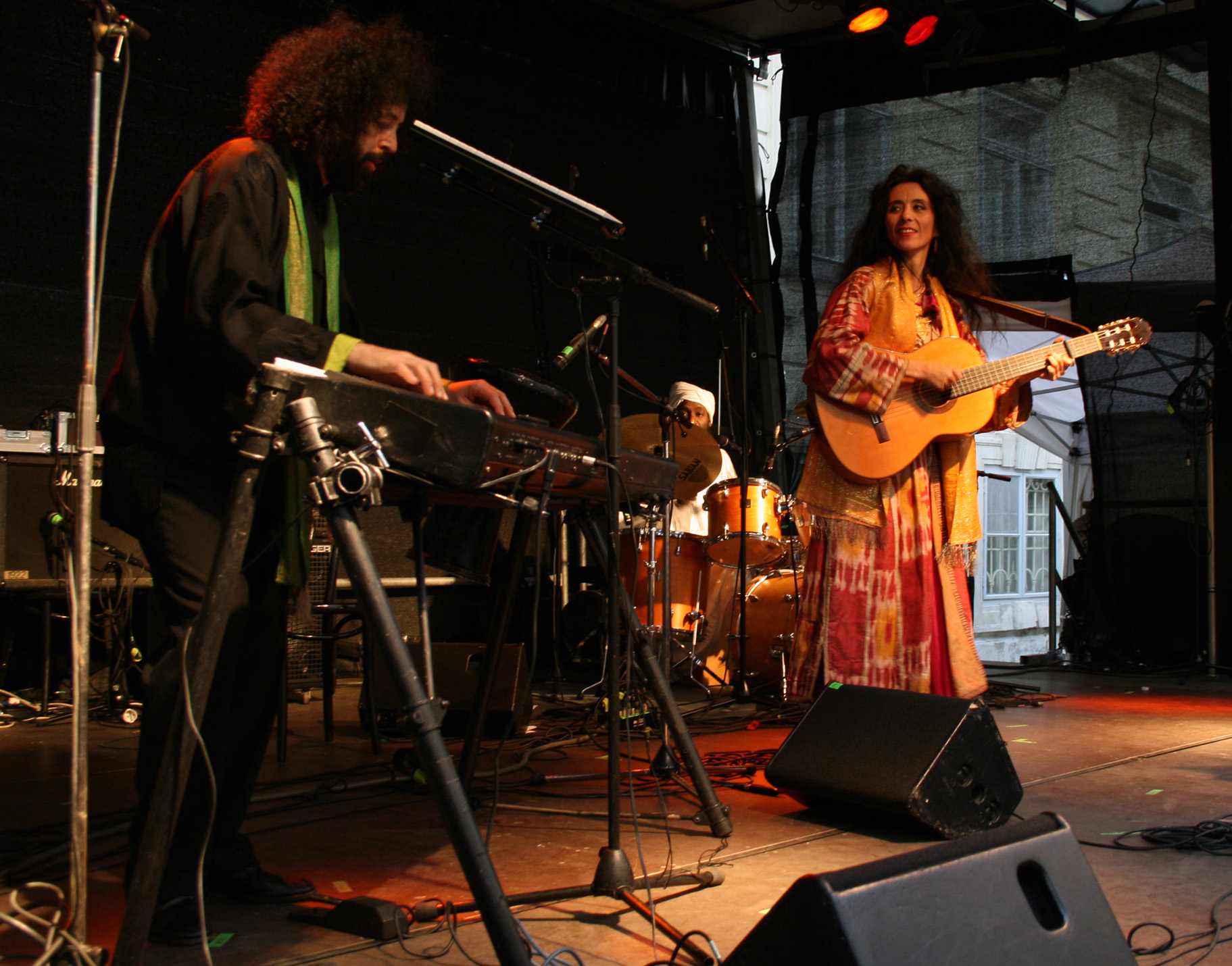
Timna Brauer & Elias Meiri Ensemble (Wien 2008)

- 1987: Orient (Timna Brauer & Elias Meiri Ensemble)
- 1992: Mozart "Anders" (Timna Brauer & Elias Meiri Ensemble) (Variationen über die Zauberflöte)
- 1996: Tefila-Prayer / Jewish Spirituals (Timna Brauer)
- 1997: Chansons et violons (Timna Brauer & Elias Meiri) (Chansons von Jacques Brel, Georges Brassens)
- 1999: Die Brauers (komplette Familie Brauer - 3 Generationen)
- 2001: Songs from Evita (Timna Brauer)
- 2001: Voices for Peace (Timna Brauer und verschiedene Chöre)
- 2005: Kinderlieder aus Europa: CD + Hörbuch (Timna Brauer & Elias Meiri Ensemble + Kinder)
- 2006: Der kleine Mozart: Hörspiel-CD für Kinder (Timna Brauer & Elias Meiri Ensemble)